# Dariusz Muszer

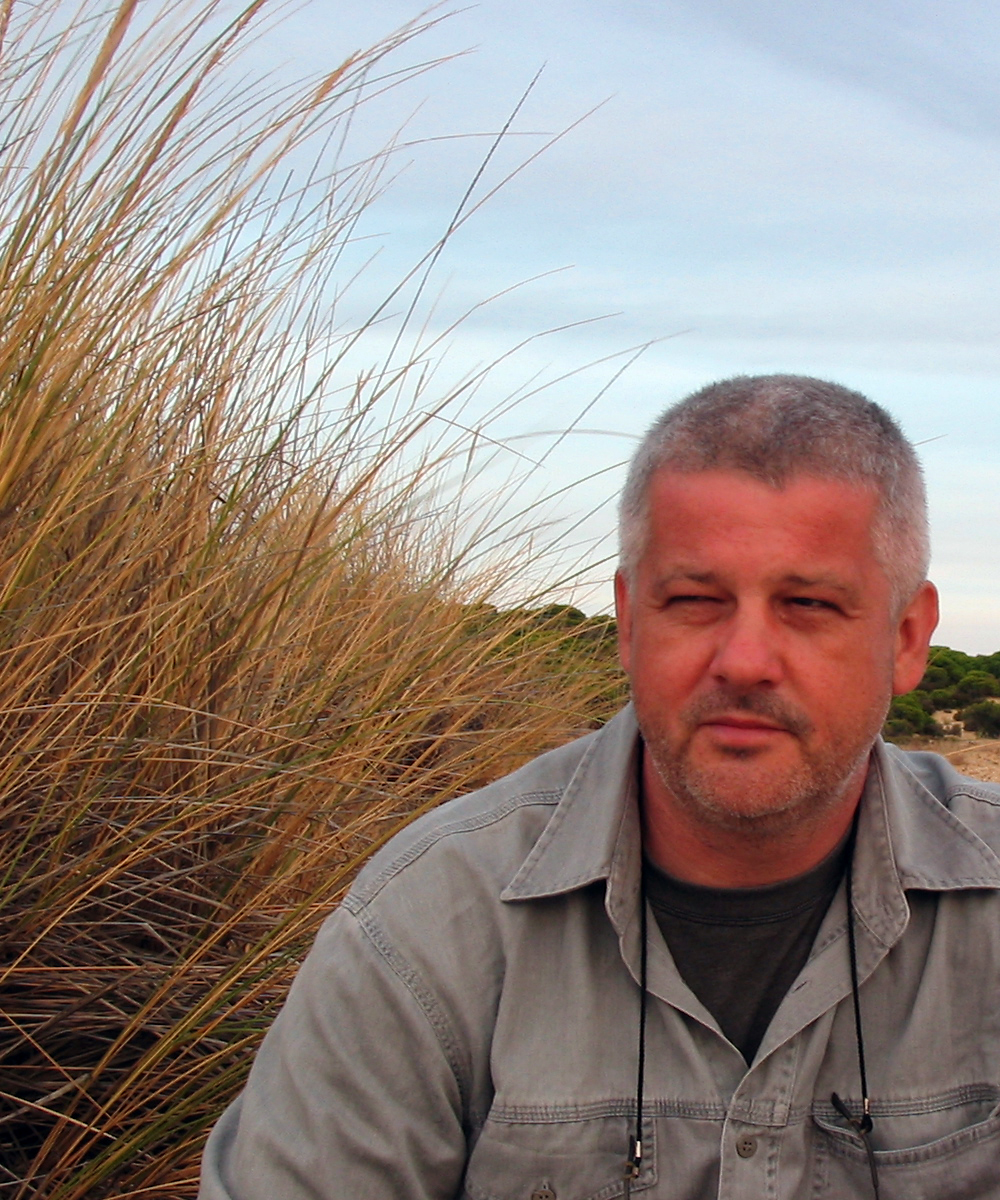

Dariusz Muszer (* 29. März 1959 in Górzyca, Polen) ist ein deutsch-polnischer Schriftsteller, Dichter und Übersetzer.

## Leben
Muszer wuchs im Lebuser Land auf. Nach dem Abitur absolvierte er ein Jurastudium an der Adam-Mickiewicz-Universität in Poznań und arbeitete u. a. als Schlosser, Musikant, Lehrer, Schauspieler, Theaterregisseur, Kellner, Taxifahrer, Journalist und Bühnentechniker. Seit 1988 lebt er in Hannover. Er veröffentlichte Romane, Gedichte, Hörspiele, Theaterstücke, Reportagen, Rezensionen, Essays und Feuilletons. Seine Texte schreibt er auf Deutsch und Polnisch.

## Werke
Lyrik
- Cudowny świat zepsutych mrówek. Warschau 1987, ISSN 0239-6874.
- Zatrzymane wersy. Gorzów Wielkopolski 1987.
- Pestki i ogryzki. Warschau 1989, ISBN 83-203-3073-4.
- Die Geliebten aus R. und andere Gedichte. Hannover 1990.
- Panna Franciszka, pomylony akordeon i inne wiersze. Hannover 1995.
- Księga zielonej kamizelki. Sopot 1996, ISBN 83-901403-3-0.
- Wszyscy moi nieznajomi. Szczecin 2004, ISBN 83-916661-4-X.
- Jestem chłop. Szczecin 2004, ISBN 83-91666-1-3-1.
- Zapomniany strajk. Toronto 2012, ISBN 978-0-9731425-8-7.
- Wiersze poniemieckie. Szczecin 2019, ISBN 978-83-661-8034-5.
- Księga ramion deszczu. Haiku. Szczecin 2020, ISBN 978-83-66180-60-4.
- Dzieci krótszej nogi Syzyfa, Szczecin 2021, ISBN 978-83-66759-04-6.

Romane
- Ludziojad. Hannover 1993.
- Die Freiheit riecht nach Vanille. München 1999, ISBN 3-927743-43-7. Polnische Ausgabe: Wolność pachnie wanilią. Szczecin 2008, ISBN 978-83-60881-13-2.
- Der Echsenmann. München 2001, ISBN 3-927743-58-5.
- Niebieski. Szczecin 2006, ISBN 83-922577-2-3.
- Gottes Homepage. München 2007, ISBN 978-3-927743-94-6. Polnische Ausgabe: Homepage Boga. Szczecin 2013, ISBN 978-83-63316-27-3.
- Lummick. Olsztyn 2009, ISBN 978-83-89233-54-7.
- Schädelfeld. München 2015, ISBN 978-3-940666-68-0. Polnische Ausgabe: Pole Czaszek. Szczecin 2017, ISBN 978-83-65778-14-7.

Erzählungen
- Człowiek z kowadłem. Szczecin 2019. ISBN 978-83-66180-25-3.

Märchen
- Baśnie norweskie opowiedział Dariusz Muszer. Szczecin 2018, ISBN 978-83-66180-00-0.
- Córka męża, córka żony. Szczecin 2020, ISBN 978-83-66180-68-0.
- Baśnie norweskie opowiedział Dariusz Muszer, tom 2, Szczecin 2022, ISBN 978-8-366-75976-3.

Übersetzungen ins Polnische
- Corinne Hofmann: Biała Masajka. (Die weiße Massai.) Warschau 2002, ISBN 83-7311-296-0.
- Corinne Hofmann: Żegnaj Afryko. (Zurück aus Afrika.) Warschau 2005, ISBN 83-7391-703-9.
- Galsan Tschinag: Koniec pieśni. (Das Ende des Liedes.) Warschau 2008, ISBN 978-8389933-40-9.
- Artur Becker: Kino Muza. (Kino Muza.) Olsztyn 2009, ISBN 978-83-89233-52-3.
- Artur Becker: Kosmopolska i Kosmopolacy. W poszukiwaniu europejskiego domu. Eseje (Kosmopolen. Auf der Suche nach einem europäischen Zuhause. Essays.) Kraków 2019, ISBN 97883-242-3408-0.